# فريدس
فريدس هي إحدى القرى اللبنانية من قرى قضاء الشوف في محافظة جبل لبنان.
ثمّة في لبنان فريديس الشوف وفريديس عكار.
وفريدس الشوف تقع في قضاء الشوف على ارتفاع 110م عن سطح البحر وعلى مسافة 50 كم عن بيروت عبر الدامور- طريق الباروك. مساحة أراضيها 860 هكتاراً. زراعاتها أشجار مثمرة وخضار. ينابيعها وفيرة يزيد عددها على الخمسين. عائلاتها اليوم من الموارنة والدروز. فيها كنيسة مار الياس الحيّ: كنيسة رعائيّة مارونيّة.
تبعد من بيروت مسافة 124 كلم، ترتفع عن سطح البحر مسافة 720 م (تحذير هذه المعلومة الأخيرة خاطئة لأنّها تنطبق على فريديس عكّار وليس على فريديس الشوف).
```
[
2
]
```